# Ciężkowicko-Rożnowski Park Krajobrazowy

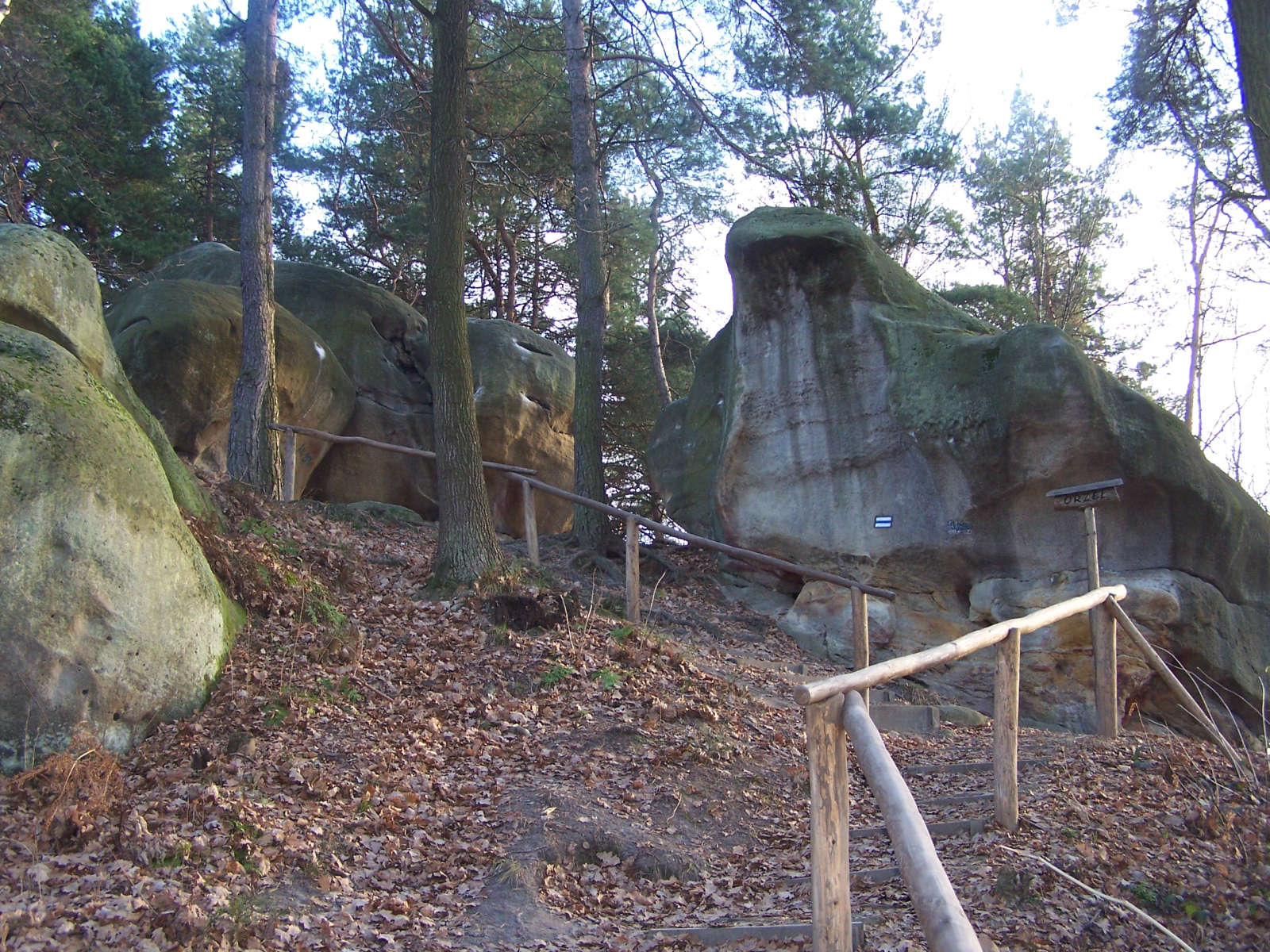
Rezerwat przyrody Skamieniałe Miasto

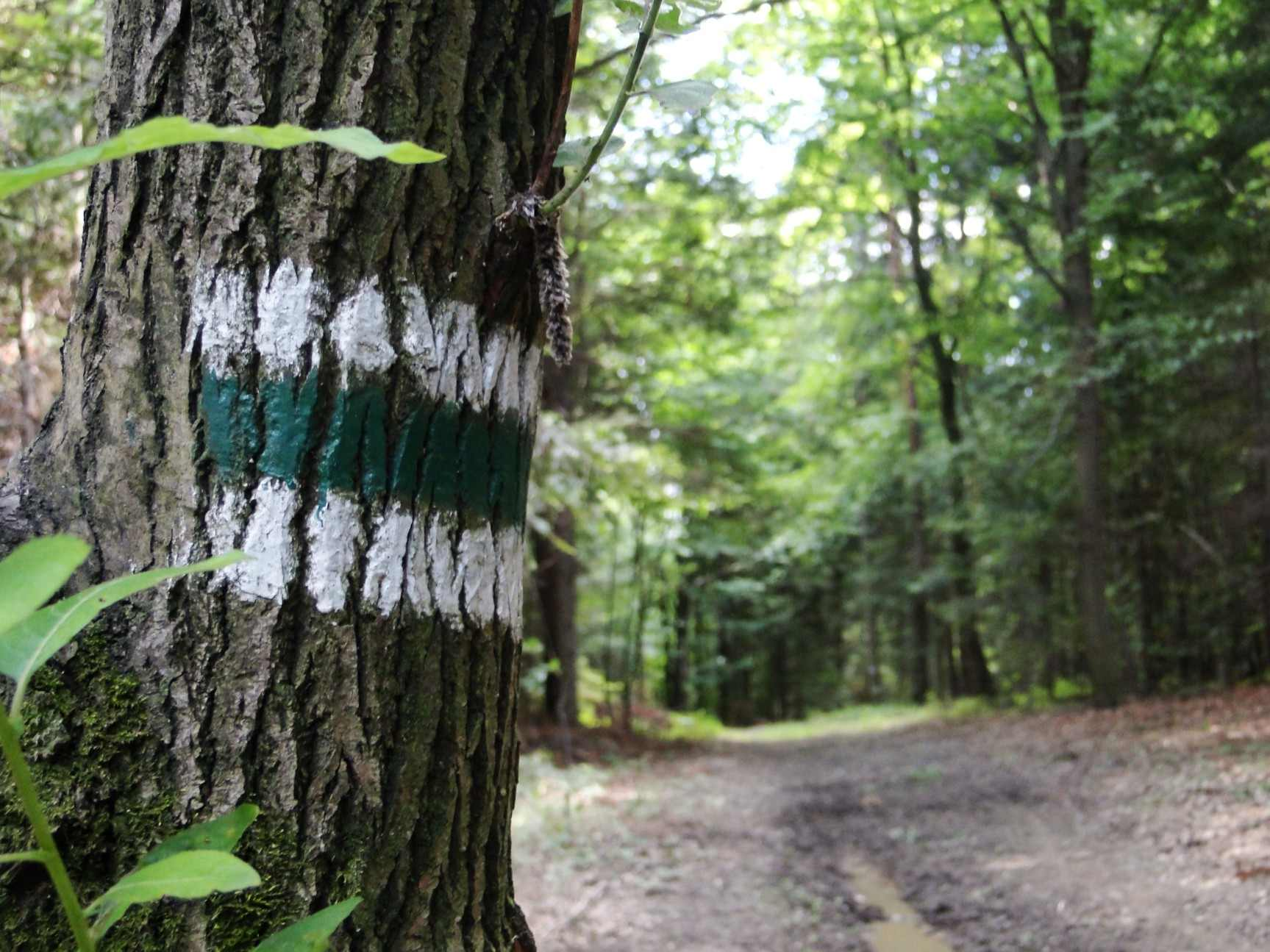
Zielony Szlak w Parku, odcinek Piaski-Drużków – Ruda Kameralna

Ciężkowicko-Rożnowski Park Krajobrazowy, który powstał w listopadzie 1995 roku, leży w południowo-wschodniej części województwa małopolskiego, na Pogórzu Rożnowskim i Pogórzu Ciężkowickim. Powierzchnia parku wynosi 18 247,2 ha. Znajduje się w sąsiedztwie Obszaru Chronionego Krajobrazu Pogórza Ciężkowickiego, który pełni funkcję otuliny dla Parku.
Pomimo prowadzonej na tych terenach od dawna gospodarki leśnej, lasy zachowały wysoki stopień naturalności, a udział starodrzewi (w ogólnej powierzchni drzewostanów) jak na lasy gospodarcze jest bardzo wysoki.
W miejscowości Polichty (gm. Gromnik) mieści się Ośrodek Edukacji Ekologicznej.
Zadania z zakresu ochrony przyrody, walorów krajobrazowych, wartości historycznych i kulturowych oraz działalności edukacyjnej na terenie tego Parku pełni Zespół Parków Krajobrazowych Województwa Małopolskiego.

## Przyroda nieożywiona
Na terenie Ciężkowicko-Rożnowskiego Parku Krajobrazowego wzniesienia zbudowane są przeważnie z utworów fliszowych, natomiast doliny potoków wyżłobione zostały w mało odpornych na erozję i wietrzenie łupkach i piaskowcach.
Na uwagę zasługują liczne na tym terenie ostańce skalne, chronione dodatkowo jako rezerwaty przyrody lub pomniki przyrody.  
- rezerwat przyrody Skamieniałe Miasto – zgrupowanie form skalnych w Ciężkowicach,
- rezerwat przyrody Diable Skały (przylega do rezerwatu, ale leży poza jego granicami) – formy skalne w rejonie Bukowca,
- pomnik przyrody „Wieprzek” w Siekierczynie i jar „Wodospad” w Ciężkowicach.

W Parku występują źródła wód mineralnych – siarczkowych i chlorkowych, np. źródło „Paweł”, źródło „Jacek”, „Źródło Geologów”.

## Flora
Na terenie Parku występuje około 900 gatunków roślin naczyniowych, w tym ok. 40 gatunków chronionych:
- kłokoczka południowa,
- kukułka szerokolistna,
- pierwiosnka wyniosła,
- pióropusznik strusi,
- podrzeń żebrowiec,
- skrzyp olbrzymi,
- widłak jałowcowaty,
- widłak wroniec,
- zanokcica języcznik.

Najcenniejsze zbiorowiska roślinne to:
- zespół kwaśnej buczyny górskiej – Jamna, pasmo Mogiły,
- zespół żyznej buczyny karpackiej – Jamna, Borowa, Siekierczyna, Bruśnik, Sucha Góra
- murawy kserotermiczne na zboczach Białej,

Cenne i dobrze zachowane siedliska objęto ochroną w rezerwacie przyrody Styr (gm. Zakliczyn).
Cenne liczne stanowiska 
soplówki jodłowej I soplówki Bukowej.

## Fauna
Fauna odznacza się wysoką bioróżnorodnością, przy znacznym udziale gatunków chronionych, takich jak np.:
- popielica,
- orzesznica,
- bocian czarny,
- puszczyk zwyczajny,
- włochatka,
- sóweczka (w rezerwacie przyrody styr),
- krogulec,
- dzięcioł czarny,
- dzięcioł zielony,
- dzięcioł zielonosiwy,
- jaszczurka zwinka,
- Salamandra plamista,
- Zaskroniec zwyczajny,
- padalec.

Na szczególną uwagę zasługują licznie występujące nietoperze, takie jak podkowiec mały i nocek duży.